# Flugplatz Oshakati

i7
i11
i13
Der Flugplatz Oshakati (IATA-Code: OHI, ICAO-Code: FYOS) ist ein stillgelegter Flugplatz der Stadt Oshakati in Namibia. Er wurde zusammen mit der Stadt zur Zeit der südafrikanischen Besetzung des damaligen Südwestafrikas als Flugplatz einer Militärstation erbaut.
1972 kam es zu einer großen Demonstration am Flugplatz anlässlich des Besuchs des UN-Generalsekretärs Kurt Waldheim in Namibia. Dieser weilte im März zu einer offiziellen Visite im Land, da er nach der Resolution des UN-Sicherheitsrates vom 4. Februar in Addis Abeba zugunsten einer Selbstbestimmung der Namibier die Situation selbst in Augenschein nahm. Dabei kam es zu vielen Gesprächen mit einzelnen Einwohnern und Bevölkerungsgruppen. Um 1976 befand er sich in einem zeitweiligen militärischen Operationsgebiet der SADF, die von Südwestafrika aus die im Süden Angolas vertretenen Gruppen der MPLA, SWAPO und Kubaner bekämpfte.
Der Flugplatz liegt rund zwei Kilometer südlich der Stadt und ist auf unbestimmte Zeit geschlossen. Die Landebahn ist mit einer Länge von 1036 Metern (3400 Fuß) und einer Breite von 30 Metern angegeben.